# Standing Room Only
 Standing Room Only és una pel·lícula estatunidenca de Sidney Lanfield estrenada el 1944.

## Argument
Durant la Segona Guerra Mundial, Lee Stevens viatja a Washington D.C. amb la seva secretària Jane Rogers per assegurar un contracte governamental. Jane anul·la les reserves d'hotel quan veu que poden ser inadequades. Sense habitacions disponibles a la ciutat, Lee i Jane es fan passar per un matrimoni.

## Repartiment
- Paulette Goddard: Jane Rogers / Suzanne
- Fred MacMurray: Lee Stevens / Rogers l'amo de l'hotel
- Edward Arnold: T. J. Todd / Todd l'amo de l'hotel
- Hillary Brooke: Alice Todd
- Roland Young: Ira Cromwell
- Anne Revere: Major Harriet Cromwell
- Clarence Kolb: Glen Ritchie
- Isabel Randolph: Jane Ritchie
- Porter Hall: Hugo Farenhall
- Yvonne De Carlo: Secretària
- Frank Faylen: El taxista